# Croatian Airplay Radio Chart
Croatian Airplay Radio Chart je glazbena top ljestvica u Hrvatskoj za koju podatke skuplja Hrvatska radiotelevizija. Ljestvica glazbenih uspješnica sadrži sto najpopularnijih stranih pjesama koje su se emitirale na oko četrdeset hrvatskih radijskih postaja. Najboljih 40 pjesama emitira se svaki tjedan na radiju, a cijela ljestvica nalazi se na službenoj stranici. Top ljestvica je započela s radom 16. rujna 2002. godine, a pristup podatcima na internetu omogućen je 2. svibnja 2011. godine.

## Vanjske poveznice
- Službena stranica - Croatian Airplay Radio Chart
- Službena stranica - HRT